# Monte Poggiolo
Il monte Poggiolo (212 m s.l.m.) è una collina appartenente all'Appennino forlivese. Situata in comune di Castrocaro Terme e Terra del Sole, a una decina di chilometri da Forlì, sulla sinistra orografica del fiume Montone, l'altura è importante per la presenza, sulla sua vetta, di una rocca medievale, nota come Rocca di Montepoggiolo.

## Storia

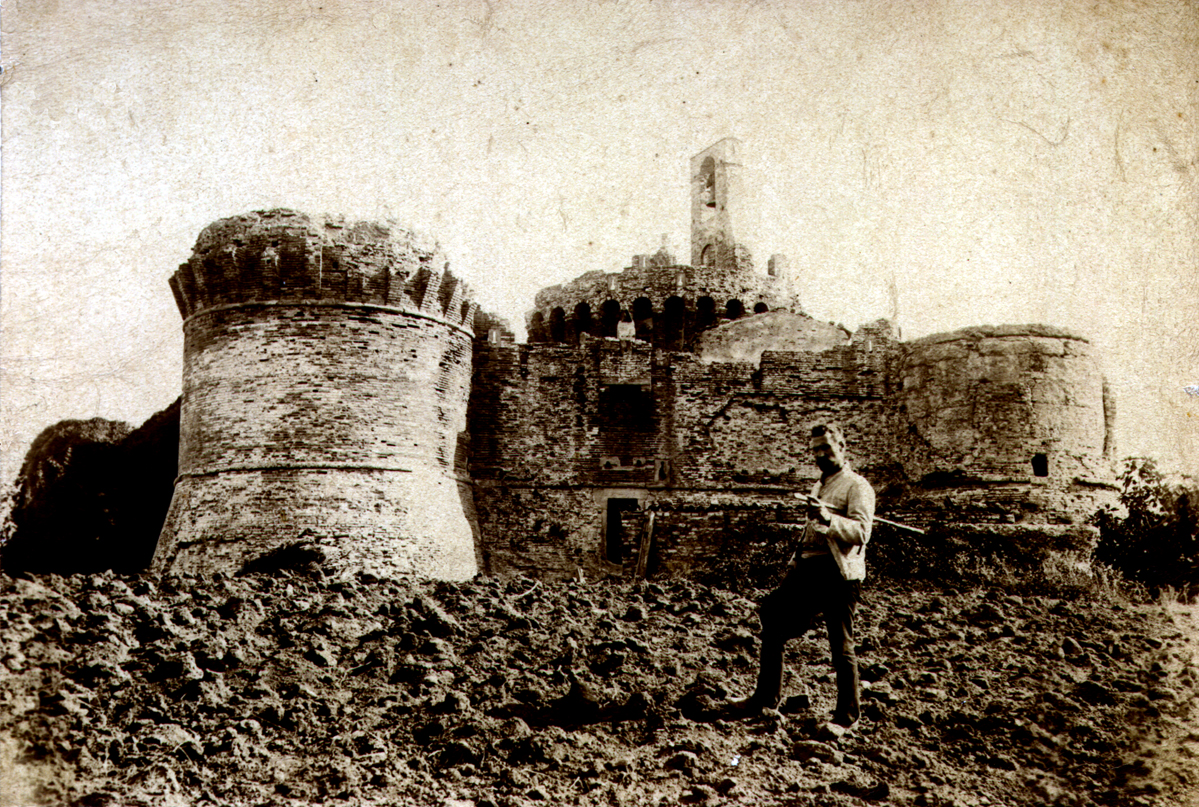
veduta della Rocca di Monte Poggiolo su Monte Falcone di Terra del Sole, cartolina di inizio Novecento.

Nata probabilmente come torre di vedetta della cittadella di Castrocaro, i primi documenti storici che riportano indirettamente informazioni su questa rocca portano la data del 906 e citano un tal «conte Berengario del castello di Montepoggiolo».
Dalla rocca di Montepoggiolo si scopriva “la pianura della Romagna papale da Faenza fino a Ravenna, e l'Adriatico, di modo che non è possibile far passare fra queste mura e la Terra del Sole di giorno alcun corpo considerabile senza esserne avvisati”
Collocata in posizione strategica elevata la Rocca di Montepoggiolo fu contesa nei secoli dalle varie signorie di Forlì, Faenza e Castrocaro.
Vicende cronologiche del castello di Monte Poggiolo:
- Nel 1080 il castello di Monte Poggiolo passa dagli Ordelaffi agli Orgogliosi.
- Nel 1124 passa ai Conti Pagani, cui il pontefice Gregorio VII aveva concesso il feudo di Castrocaro.
- Nel 1179 viene incendiato e distrutto dalle truppe ghibelline.
- Nel 1185 viene ricostruito dai Pagani che vi si erano rifugiati dopo essere stati cacciati da Castrocaro dal Cardinale Ottaviano degli Ubaldini.
- Dal 1234 al 1317 rimane in possesso della città di Faenza.
- Nel 1317 passa agli Ordelaffi che lo vendono alla città di Forlì.
- Nel 1382 Francesco Paulucci di Calboli che era signore di Monte Poggiolo cede la rocca alla città di Firenze.
- Nel 1403, insieme al castello di Castrocaro, viene annesso alla Repubblica Fiorentina.
- Nel 1471 viene deciso il suo ampliamento da semplice torre a rocca vera e propria, sotto la direzione dell'architetto Giuliano da Maiano.
- Nel 1482 il castello di Monte Poggiolo viene riconosciuto ai fiorentini.
- Nel 1564, con la costruzione di Terra del Sole a brevissima distanza, la rocca di Monte Poggiolo ne diviene vedetta.
- Nel 1661 la rocca di Monte Poggiolo viene danneggiata dai terremoti che colpiscono il territorio romagnolo in quell'anno
- Nel 1772 il Granduca di Toscana Pietro Leopoldo I disarma la città-fortezza di Terra del Sole e la rocca di Monte Poggiolo.
- Nel 1782 a seguito della vendita all'asta delle proprietà demaniali del Granducato di Toscana la rocca di Montepoggiolo viene acquistata da privati.
- Ad oggi il castello è chiuso al pubblico e recintato.

La Rocca, costruita in mattoni, si presenta tuttora con una pianta quadrilatera irregolare. Dispone di quattro torrioni cilindrici agli angoli del fortilizio caratterizzati da grandi muri a scarpa. Un grande torrione cilindrico, la torre principale, svolge le funzioni di mastio del complesso fortificato. Nel quadro delle fortificazioni difensive preposte al controllo armato del territorio circostante, Montepoggiolo rappresenta la tipologia classica di avamposto militare collegato ad un più ampio e articolato sistema difensivo capace di trasformare, in caso di necessità, la rocca in una vera e propria "macchina da guerra".
Oggi si presenta in stato di abbandono e degrado strutturale, anche se sono stati avviati diversi interventi di restauro parziale.

## Il giacimento preistorico di Ca' Belvedere

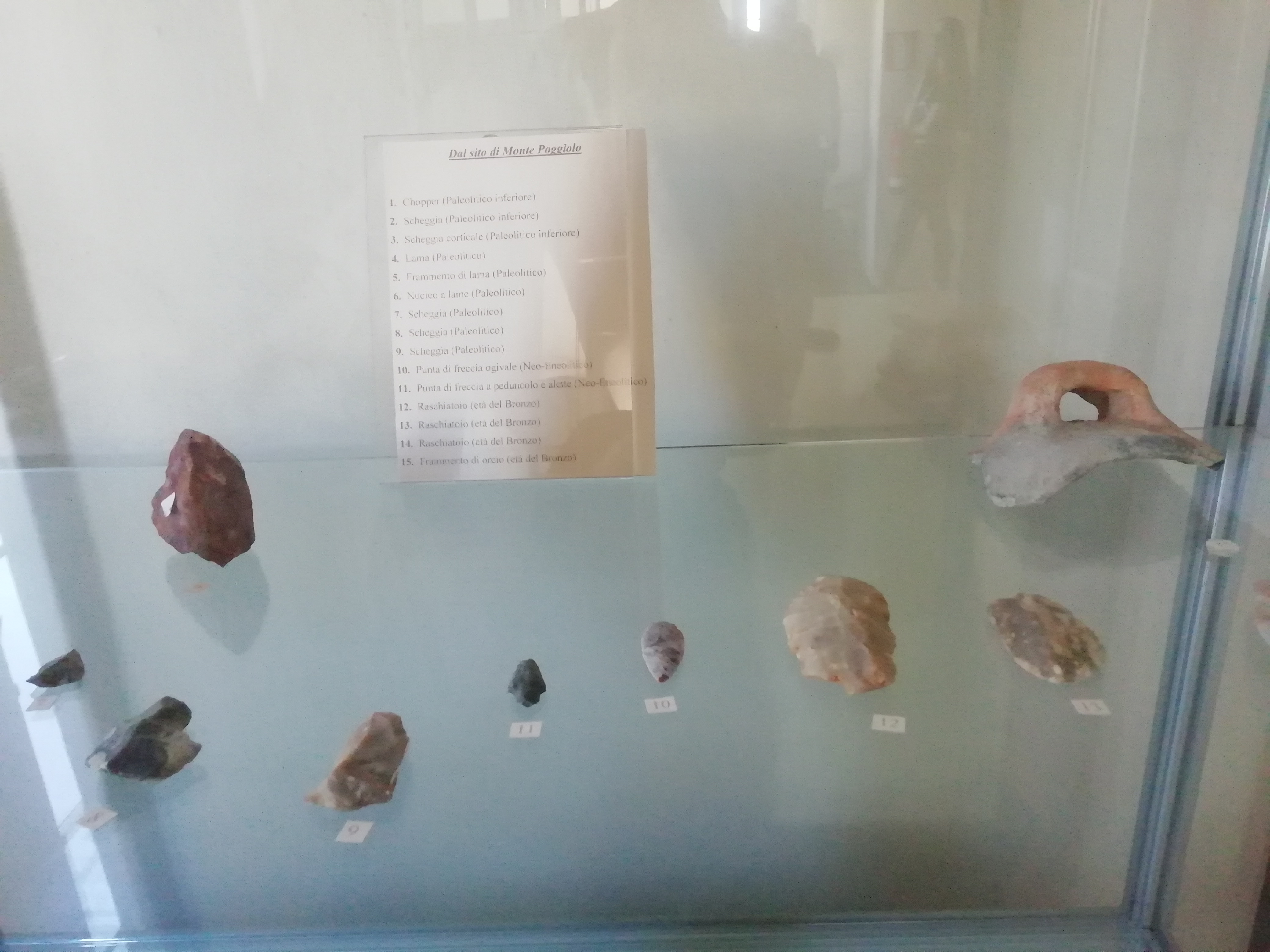
Reperti archeologici databili dal Paleolitico all'età del Bronzo provenienti dagli scavi di Monte Poggiolo, conservati al Museo dell'uomo e dell'ambiente di Terra del Sole

Alla base del monte, in località Ca' Belvedere, sono stati ritrovati a partire dal 1983 migliaia di reperti litici, manufatti risalenti ad oltre ottocentomila anni fa, considerati di grande importanza per la conoscenza dell'Italia del Paleolitico poiché hanno spostato molto indietro nel tempo le conoscenze relative alla presenza dell'Homo erectus nella Penisola italiana.
Anche se non sono mai state rinvenute ossa umane, il sito di Ca' Belvedere è comunque importante poiché è il luogo dove gli ominidi hanno realizzato i loro manufatti, lasciando in loco le schegge del lavoro eseguito e in qualche caso il pezzo stesso che, abbandonato perché forse non ben realizzato, ha permesso agli archeologi di ricostruire tutte le fasi del lavoro, scheggia per scheggia fino a riassemblare la pietra originale. A Monte Poggiolo vediamo nostri simili di un tempo lontanissimo mentre agiscono e possiamo ricostruire i gesti del loro lavoro quotidiano. Altri manufatti esaminati presentano microtracce dell'uso che ne è stato fatto (per scuoiare, tagliare carne ecc). Insomma siamo in presenza di un luogo eccezionale che un tempo era una spiaggia dell'Adriatico preistorico.
I reperti sono conservati presso il Museo civico archeologico Antonio Santarelli di Forlì.